# Музей Рокфеллера

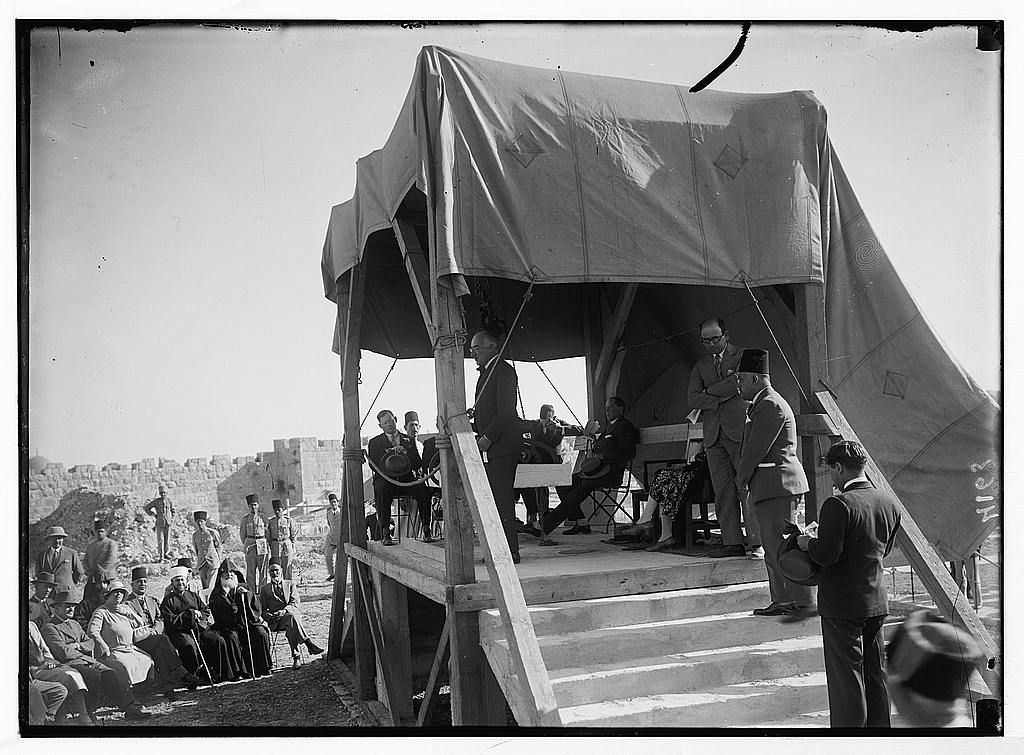
Закладення наріжного каменю, 19 червня 1930 року

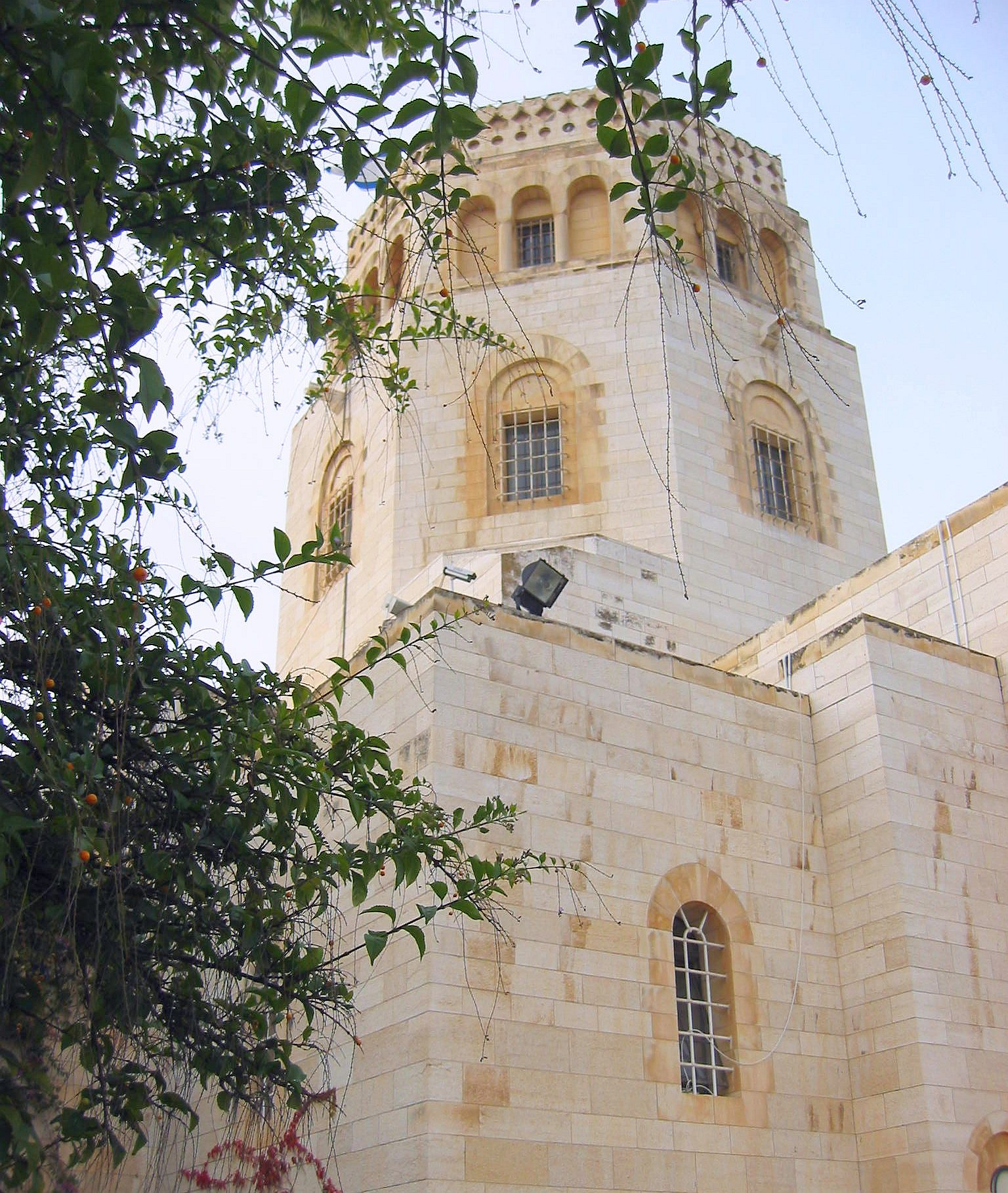
Музей Рокфелера, Єрусалим

Археологічний музей Рокфеллера (англ. Rockefeller Museum; ‏івр. מוזיאון רוקפלר‏‎), раніше — Археологічний музей Палестини, який розміщується в Східному Єрусалимі навпроти воріт Ірода. У музеї також зібрана велика колекція артефактів, знайдених при розкопках, проведених в підмандатній Палестині в 1920-х та 1930-х роках.

## Історія
Ще до створення музею Рокфеллера влада Британії, Департамент старожитностей та Британська школа археології розміщували в старовинному будинку в Єрусалимі невелику виставку з єдиним залом та декількома іншими археологічними експозиціями присвяченими антикваріату Палестини.
Довгий час тут був Францисканський біблійний музей, який був побудований в 1902 році.
У 1906 році Єврейський національний фонд почав вести переговори про придбання в Карл-ель-Шейх, шматочку землі, розміщеному на північно-східному кутку Старого міста в Єрусалимі для будівництва Академії мистецтв «Бецелаль». Засновником школи є широковідомий Борис Шац, який планував побудувати музей та університет з видом на Храмову гору. У 1919 році Головний міський планувальник Єрусалиму Патрік Геддес запропонував створити музей старожитностей на цьому місці. Щоб впровадити проект у життя, влада ввела спеціальний туристичний податок у 1924 році.
Відвідавши Палестину у 1925 році, Джеймс Генрі Брестед, засновник та директор Східного університету в Чикаго визнав необхідність відкрити Археологічний музей в Єрусалимі для розміщення важливих знахідок даного регіону. Загорівшись даною ідеєю Брестед звернувся до американського філантропа Джона Рокфелера за допомогою у реалізації проекту. Той погодився пожертвувати 2 мільйони доларів на проект, заручившись сприянням лорда Плюмера, британського Верховного комісара Палистини. Раніше він пропонував побудувати археологічний музей у Каїрі, Єгипет, але цей проект був відхилений, можливо, через тиск британського уряду, який прагнув обмежити Американський вплив та встановлення опори в регіоні.

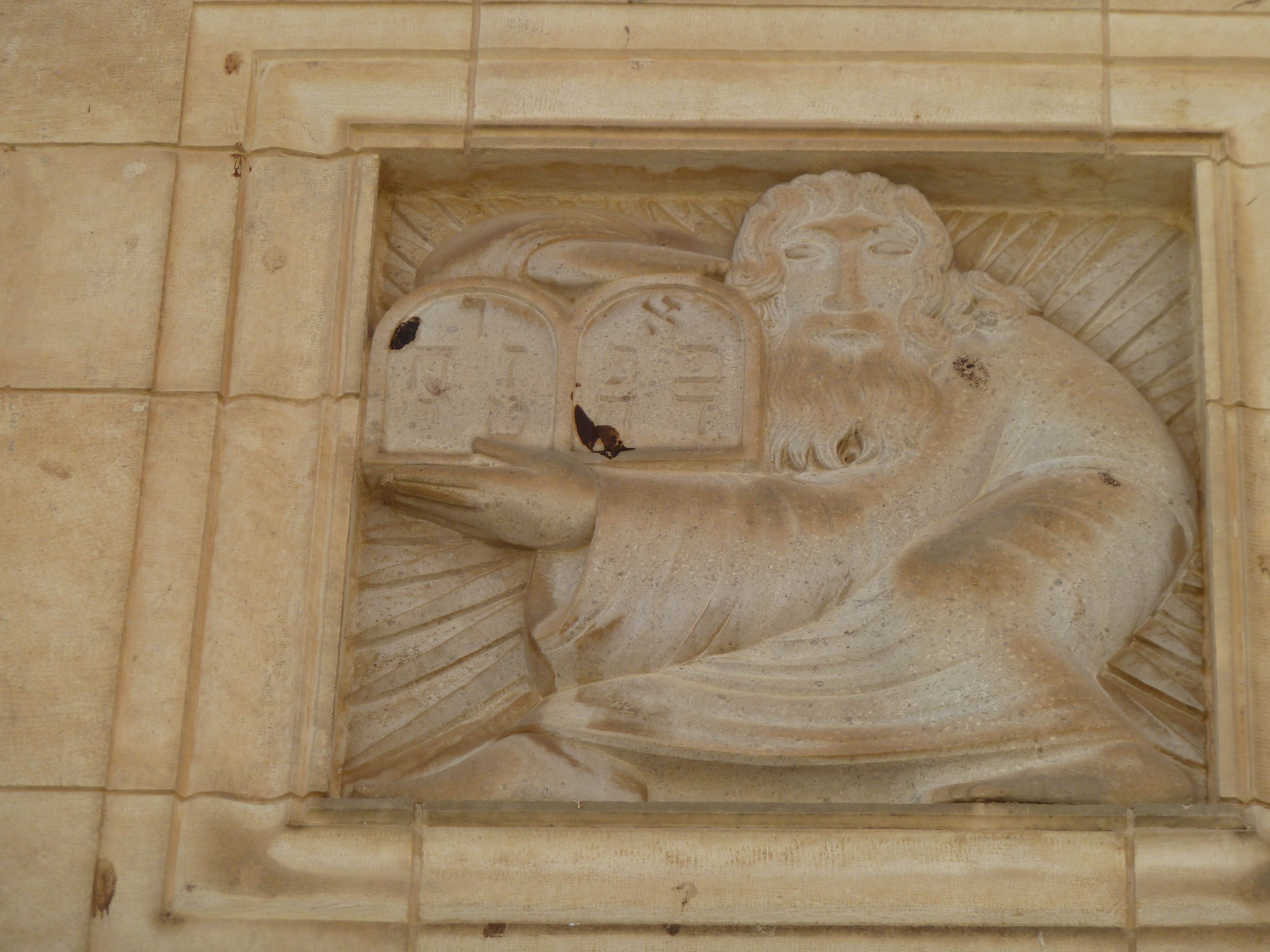
Рельєф, що зображує культуру Ізраїльтян, один з десяти барельєфів Еріка Гілла що можна побачити у внутрішньому дворі музею.

Музей був спроектований Станом Харісоном, що займав посаду головного архітектора Обов'язкового відділу громадських робіт. Він розробив креслення для будівництва, планував здійснити побудову з білого вапняку, також за його задумом потрібно було об'єднати східні та західні архітектурні елементи. Перший камінь нового музею було закладено 19 червня 1930 року, але будівництво було затримано через могили, що датувалися в п'ятим століття напої ери, знайдені на будівельному майданчику.У музеї на головному вході є камінь зустрічі Азії та Африки, а також десять кам'яних рельєфів, що зображують різноманітні культури та фонтан із зображеннями гаргулій у внутрішньому дворі, які були вирізані в 1934 році англійським скульптором Еріком Гілл (1882—1940). Гілл також виготовив кам'яне різьблене привітання на вході. Повсюди у музеї присутня англійська мова, іврит і арабська мова.
Музей відкрився для публіки 13 січня 1938 року. Офіційно його називали «Палестинський археологічний музей», але за ним закріпилася і така назва як «Музей Рокфеллера».

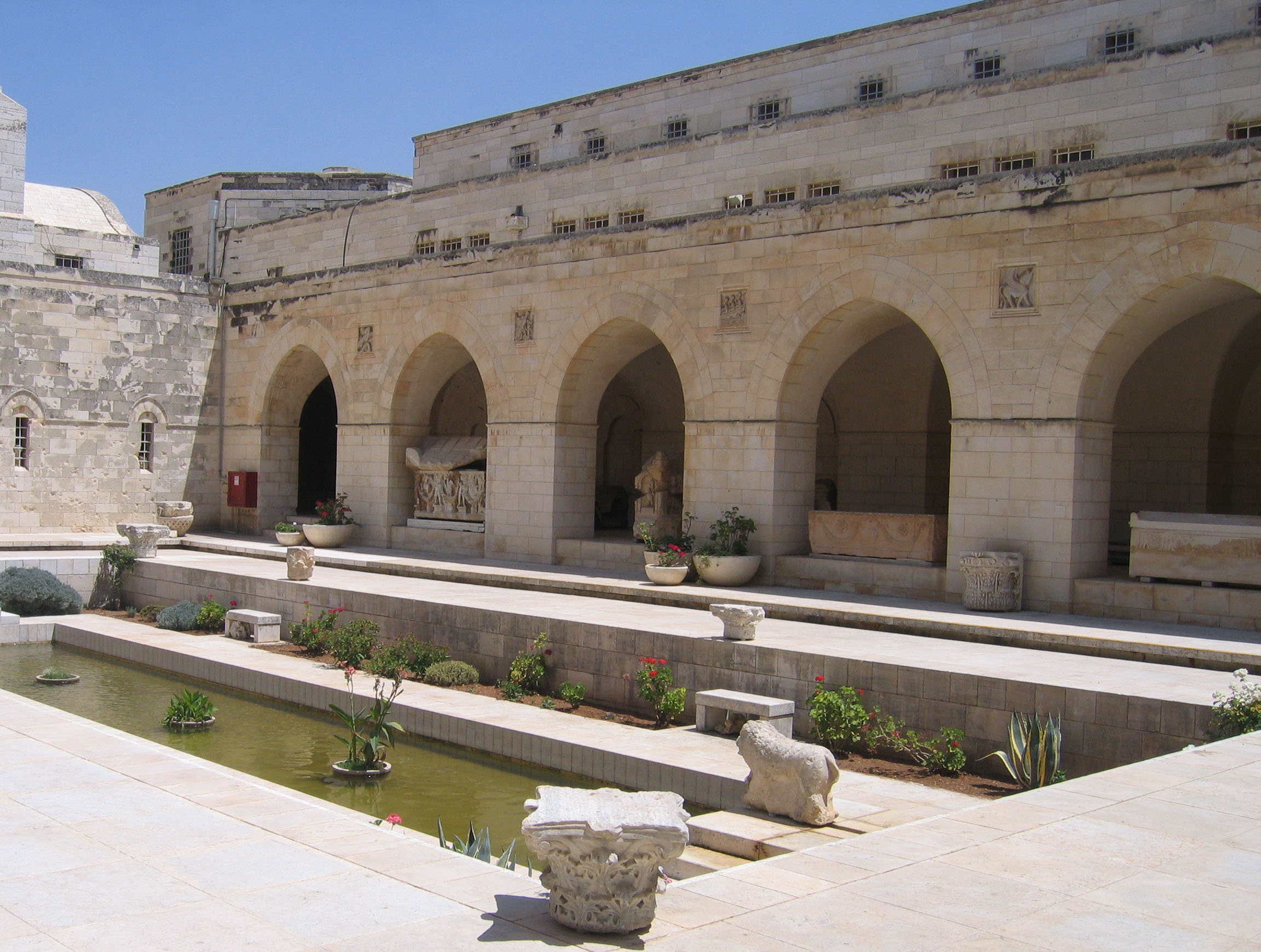
Музей Рокфеллера Вигляд із внутрішнього дворика

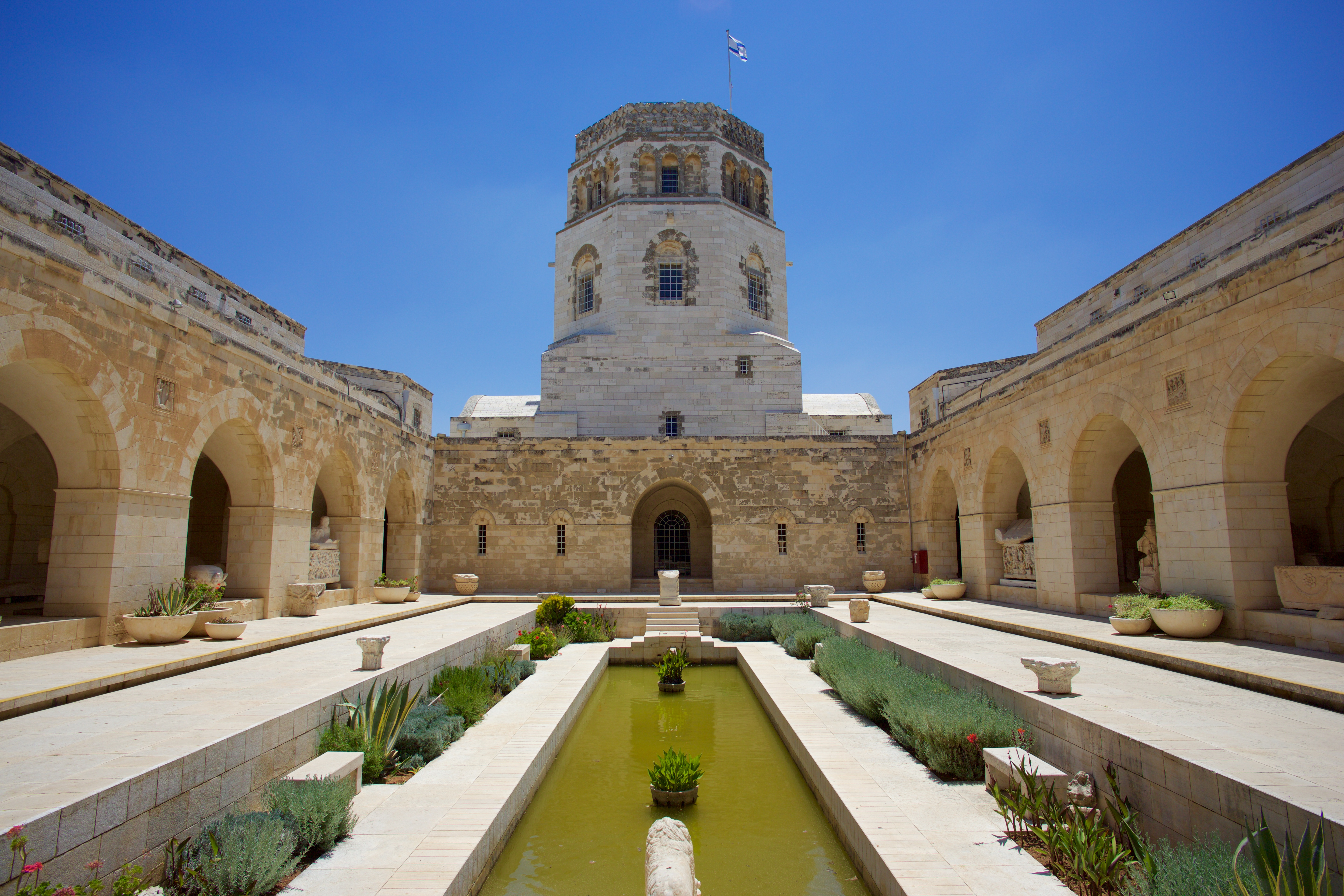
Внутрішній дворик з видом на вежу.

До останніх днів дії мандатного періоду музеєм керував Британський Палестинський уряд.У квітні 1948 р. Верховний комісар Британської Палестини призначив раду міжнародних піклувальників для управління музеєм. Рада складалася з дванадцяти членів: два представники Верховного комісара, один від Британської академії, один з Британського музею, один від Французької національної академії, ще один від французького міністерства закордонних справ, двоє з Департаментів старожитностей Єгипту, Сирії, Лівії, Іраку або уряду Трансйорданії; один з Єврейський університет в Єрусалимі, один від Королівської шведської академії, один від Американського інституту археології та один від Американської школи східних досліджень в Єрусалимі.
Після  Арабо-ізраїльської війни 1948—1949 і аж до 1956 року музей став музеєм Йорданського Департаменту старожитностей очолюваного Джеральдом Ленкером Хардінгом.

Музей керувася міжнародною комісією піклувальників до 1966 року, до того часу як його не націоналізував король Йордану Хусейн під час анексії Йорданією Західного Берегу.

Через сім місяців пізніше, коли у 1967 розпочалась шестиденна війна музей перейшов до Ізраїлю через те, що цей район зайняли війська Ізраїлю. Його гексагональну башту використовували для огляду. На його території відбулися жорстокі бої між ізраїльськими та йорданськими силами, що завершилися перемогою Ізраїлю.
[джерело?] У травні 2012 музей офіційно перейменували на музей Рокфелера.
Впродовж 1967, музей спільно керувався Ізраїльським музеєм та Департаментом із старовини і Головним музеєм Ізраїлю (пізніше реорганізований як музей Ізраїльської античності).
Всередині музею розташований задній двір, у якому впродовж сотень років стояло дерево (до того, як воно загинуло майже 300-річне у 1998 році) одна із найстаріших сосен в країні. Згідно з арабською легендою, біля цієї сосни Ездра Скріп сидів та написав Тору для Ізраїлю. До сьогодні ще зберігся пень від цього дерева, якого можна ще побачити в музеї.

## Колекції
Першим  куратором музею був Джон Х. Іліффе, який організував стели та дослідив інформацію в хронологічному порядку, від двох мільйонів років до 1700. Серед найбільш цінних пам'яток музею є виготовлені різьблені двері з деревини кедра та панелі з Мечеті Аль-Акса 8-го століття, а також вишуканий і різьблене мармурове перехрестя Гроба Господнього 12 ст, що відноситься до часу хрестоносців.

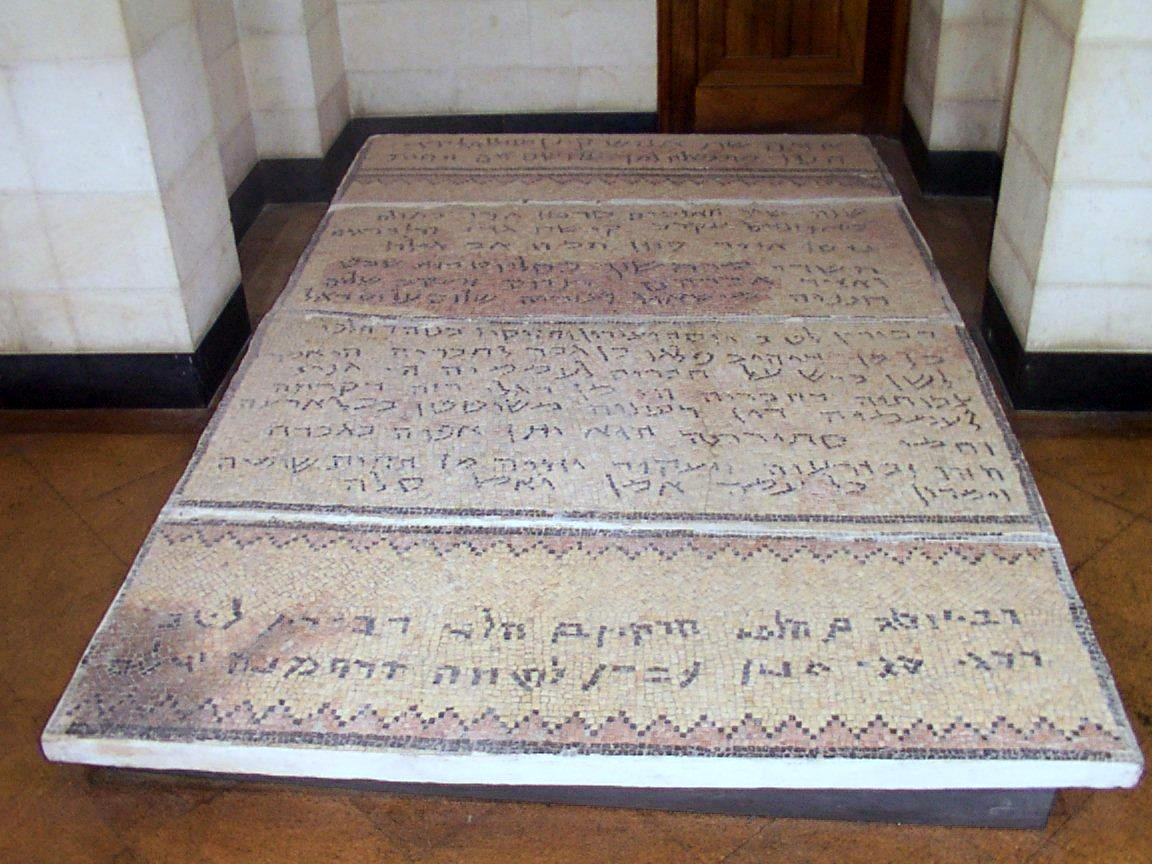
Мозаїка виявлена в старій синагозі Ейн-Геді.

 La mayor parte de la colección se compone de los hallazgos de los años 1920 y 1930.
Серед вищезгаданих присутня- мозаїка з талмудського періоду VI століття, виявлена в старовинній синагозі Ейн-Геді, оазисі поблизу Мертвого моря і відомий винятковою за парфумерною індустрією бальзам, з написом арамейською, який говорить: «Будь-хто, хто нехтує своєю сім'єю, підбурює конфлікти, обкрадає свій будинок, у тому випадку якщо видає секрет бальзак і а тому випадку якщо його друзі будуть розкривати таємницю бальзаму Ейн-Геді, і він буде проклятий».

Музей експонує свої особливі експонати в невеликих галереях, такі як, наприклад, декоративні елементи штукатурки, що розміщені у лазні палацу халіфа династії Омеядів Хішама, і знаходиться на околиці міста Єрихон.

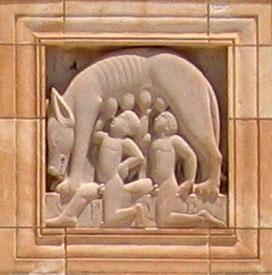
Ромул і Рем (1934). Частина "Десять барельєфів" вироблених Еріком Гіллем. Римська культура в декоративних мотивах на каменях стін музею.
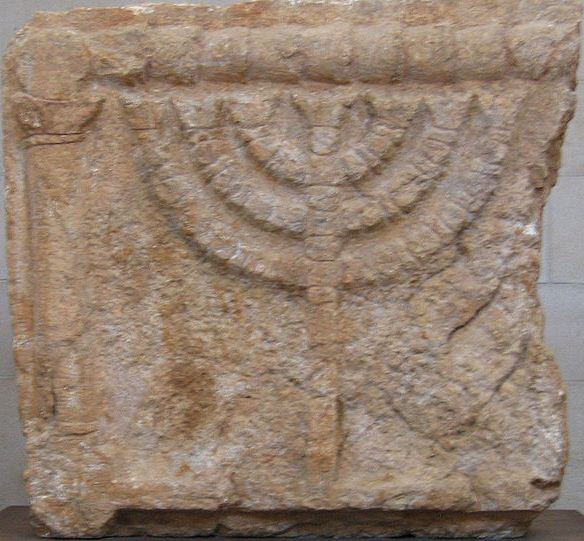
Різьблений кам'яний перетин, на якому вирізана Менора, синагоги Естемоа, 3 століття або IV(четвертого століття).
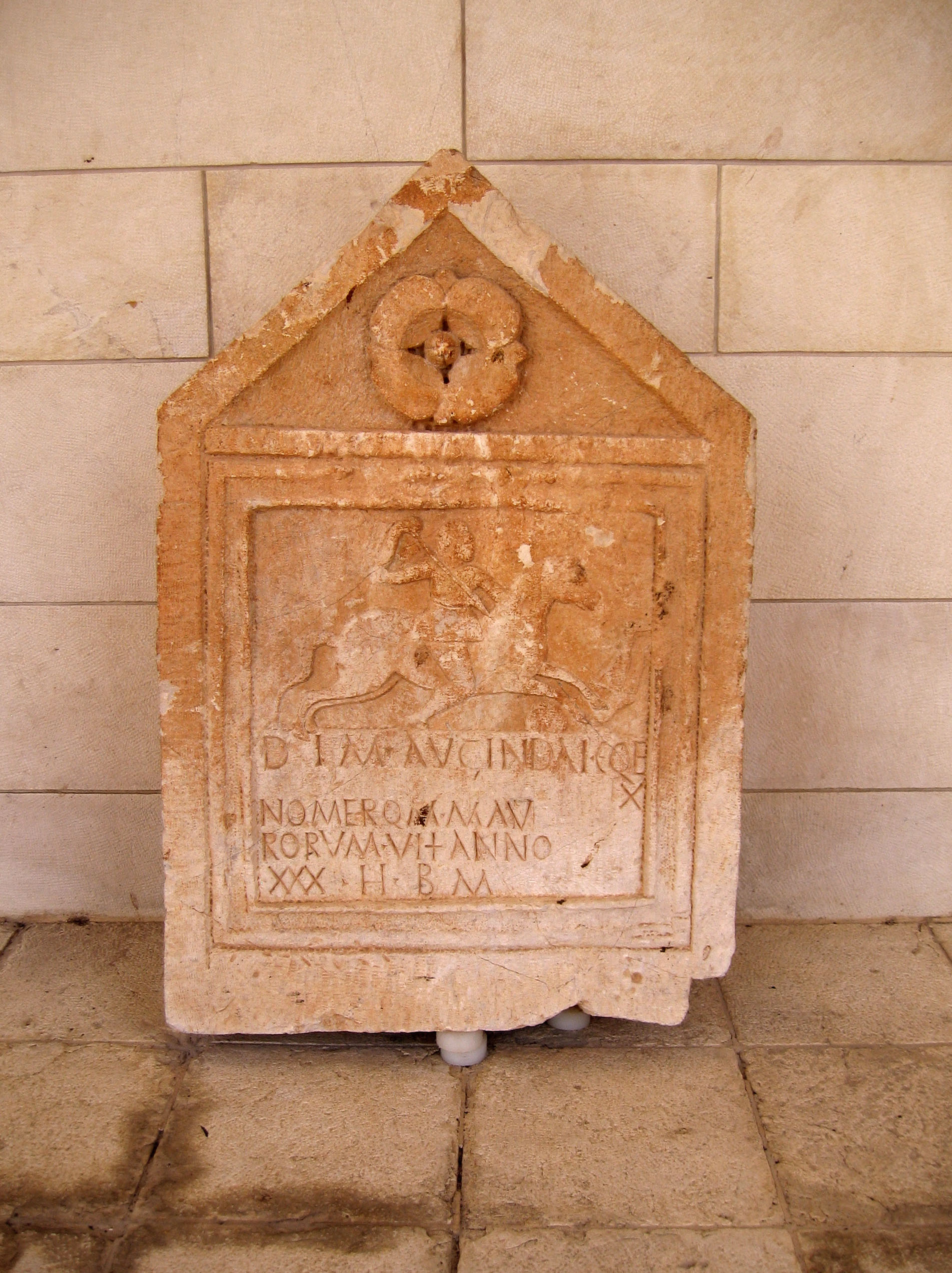
Могильник напис з міста Наблус, ІІ чи III ст.
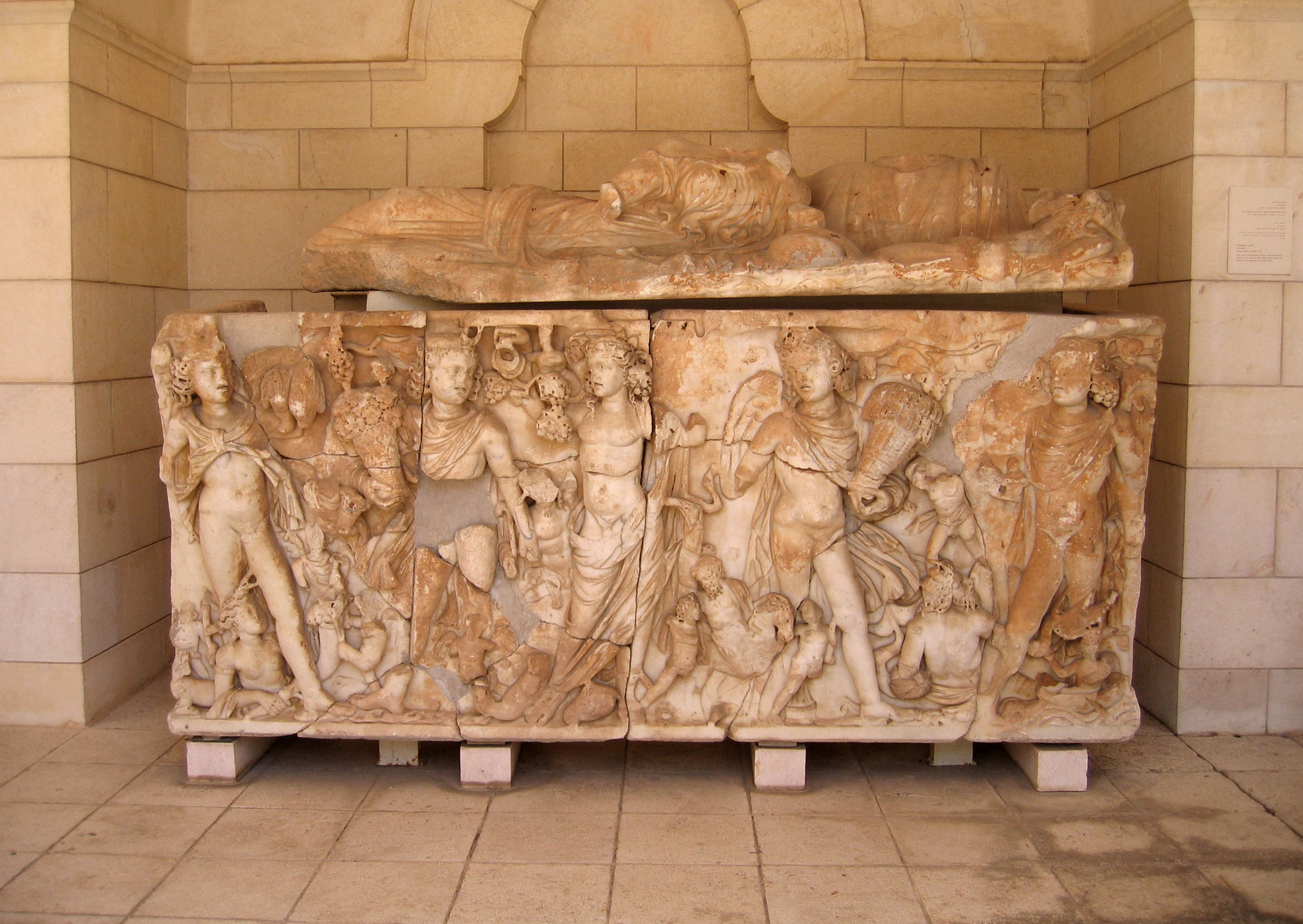
Саркофаг Тель-Турмуса, 3-го століття, з зображенням бога Діоніса Верхівка містить зображення покійника та його дружини.

## Бібліотека
«'1935-1948»'
Крім музейної колекції, музей володіє великою бібліотекою, зареєстрованою в 1935 яка містила книги з книжкового магазину «Британської школи археології» та «Департаменту старовини англійського мандату» . Згодом завдяки пожертвуванням приблизно 50 000 доларів, був розширений фонд, до нього було придбано високоцінні старі книги, а бібліотека музею Рокфеллера стала першою археологічною бібліотекою на Близькому Сході.
За цей час використання бібліотеки було дозволено обмеженому колу людей: археологами, дослідниками у суміжних областях та студентами. Користувачам видається користувацька картка, яка поновлюється щорічно. У 1937 існувала взаємна співпраця між археологічною бібліотекою та «Національною бібліотекою євреїв та університетів» (нинішня Національна бібліотека Ізраїлю, до якої було надіслано копію каталогу користувачів та встановлено тісні контакти.
У 1948 році бібліотека вже мала близько 17 тисяч томів.

«'1948-1967»'
З падінням Східного Єрусалиму в руки арабського легіону попав як музей так і бібліотека у 1948. Як наслідок Західний Єрусалим і «Департамент старожитностей Ізраїлю» "залишилися без важливої археологічної бібліотеки.
У 1948—1967 рр. Була створена нова археологічна бібліотека, яка на початку налічувала лише декілька сотень томів. Були створені центральний каталог приватних бібліотек Єрусалиму, який був у стані до облоги, а також  Департамент Антикваріату «, а потім» Департамент старожитностей та музеїв ".
Протягом багатьох років ця бібліотека зростала, так що включала близько 12 000 томів і близько 300 періодичних видань, половину з яких вона отримала в обмін на копії «  Atikot» "та інших публікацій, друкованих у країні. Цей обмін публікаціями триває і донині, і близько 200 установ беруть участь у цій угоді.
'«1967»'
До теперішнього часу
після Шестиденної війни в 1967 та анексії Східного Єрусалиму Ізраїлем в 1980, бібліотека «Департаменту старожитностей та музеїв», він повернувся в музей Рокфеллера та об'єднався з новоствореної бібліотекою . Протягом окупації Йорданією бібліотека не поповнювалася новими книгами.

Наприкінці 1980-х років бібліотека отримала книги від спадщини доктора Річарда Барнетта,Лондон, який був опікуном західноазійських старожитностей в Британському музеї і доктора Фріца Бергера, Нетанія. З 1993 бібліотека оснащена комп'ютерним каталогом.
Сьогодні в бібліотеці розміщується найстаріша і найширша колекція археологічних публікацій у Ізраїлі. Проведені експертизи виявили, що бібліотека включає книги: проведені під час археологічних розкопок в Ізраїлі та сусідніх країнах, включаючи колишні Близький Схід, Єгипет, Анатолії, а також книги Середземномор'я і Чорного Моря, на теми античної культури нумізматики Античної історії, історичні джерела, повідомлення про паломників; географії, та ін. Існує понад 25 000 томів та археологічних звітів; і понад 1000 періодичних видань у різних бібліотечних фондах. Кількість різних заголовків у бібліотеці становить більше 100 000. Роль бібліотеки зросла з комп'ютеризацією більш ніж 70 000 статей та їз аналітичного обміркування.
Рукописи Мертвого моря, що зберігав музей, були перенесені в Західну частину Єрусалиму і зберігаються з кінця XX в книжковому сховищі, під владою Ізраїльського музею.
Департамент старожитностей Палестини заявляє про свою домагання на Музей Рокфеллера, музею, заявляючи що за своєю історією вважається національним музеєм Палестини.

## Технології будівництва та архітектурні елементи

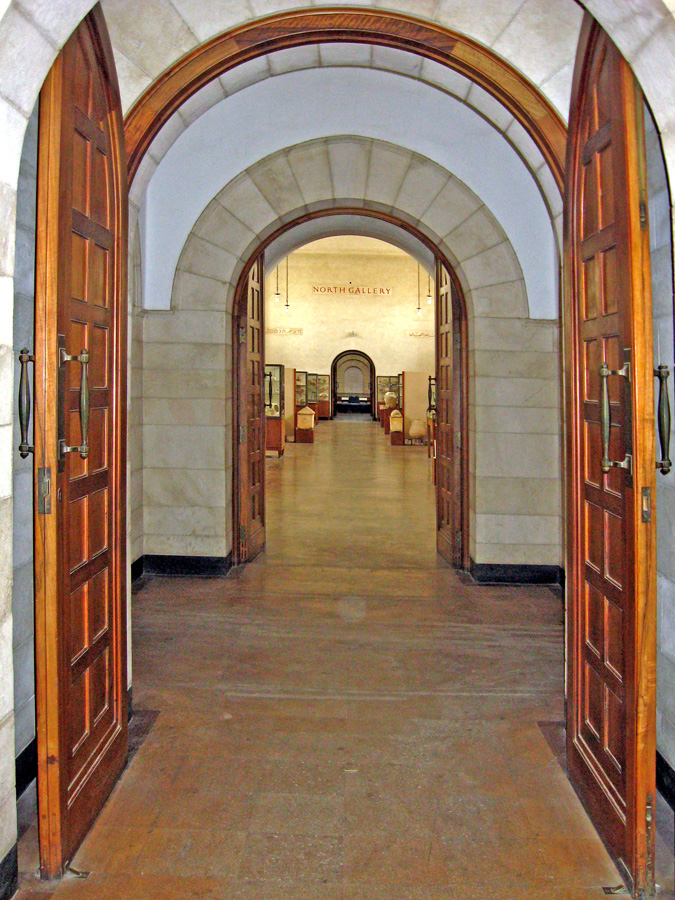
Внутрішній вигляд північного крила.

Згідно з керівними принципами, частини будівлі — частина сховища, всілякі різьблення по каменю та водопровідна система, що постачають воду в пул центральних — були побудовані, використовуючи традиційну техніку . Але з введенням у будову сучасних матеріалів з будівельної індустрії місцевих, а для того, щоб дати більш сучасного і додати  стабільності(укріпити фундамент і саму будувлю після великого землетрусу ] в 1927, нові куполи та Коридори і галереї були збудовані з залізобетону. Увага до деталей і матеріалу і досліджень роблять «Музей Рокфеллера» однією з найкращих сучасних будівель в Ізраїлі.
'«Камінь»'
Архітектор Гаррісон вирішив побудувати будівлю в  Taltish 
(івр. תלטיש, Piedra Jerusalén), ймовірно біля дороги, яка з'єднує Єрусалим та Єрихон. Меблі і двері виконані з горіху, імпортованих з Туреччини, кожен з її арочних каркасів з точністю вимірюється. Вікно металоконструкцій привезли з Англії відповідно до площинами Харрісон, як і інші металеві предмети: засувка з блокування S і  решітки. Високі двері головного входу (близько 700 кг) були зроблені з міді деякі інші елементи орнаментовані в декоративному стилі Ісламської культури. Для побудови підлоги та стіни Гаррісон використовував два матеріали для всередини музею. У галереях з високим покрівлею, де потрібен акустичний розчин, Гаррісон встановив пробки на поверхи, щоб приглушити шум від відвідувачів. В іншому місці підлоги були розмальовані з вапняком і чорним розчином.
Більшість стін були покриті  перлітом.
Освітлення як це було прийнято в багатьох музеях, побудованих в першій половині 20 століття, так щоб дене світло було основним джерелом освітлення.
Великі вікна на верху стін, захищають експонати та відвідувачів від прямого сонячного проміння. Великі декоративні стіула, які пропускають освітлення, просто висять у фоє та галереї Octagon.

### Опис музею

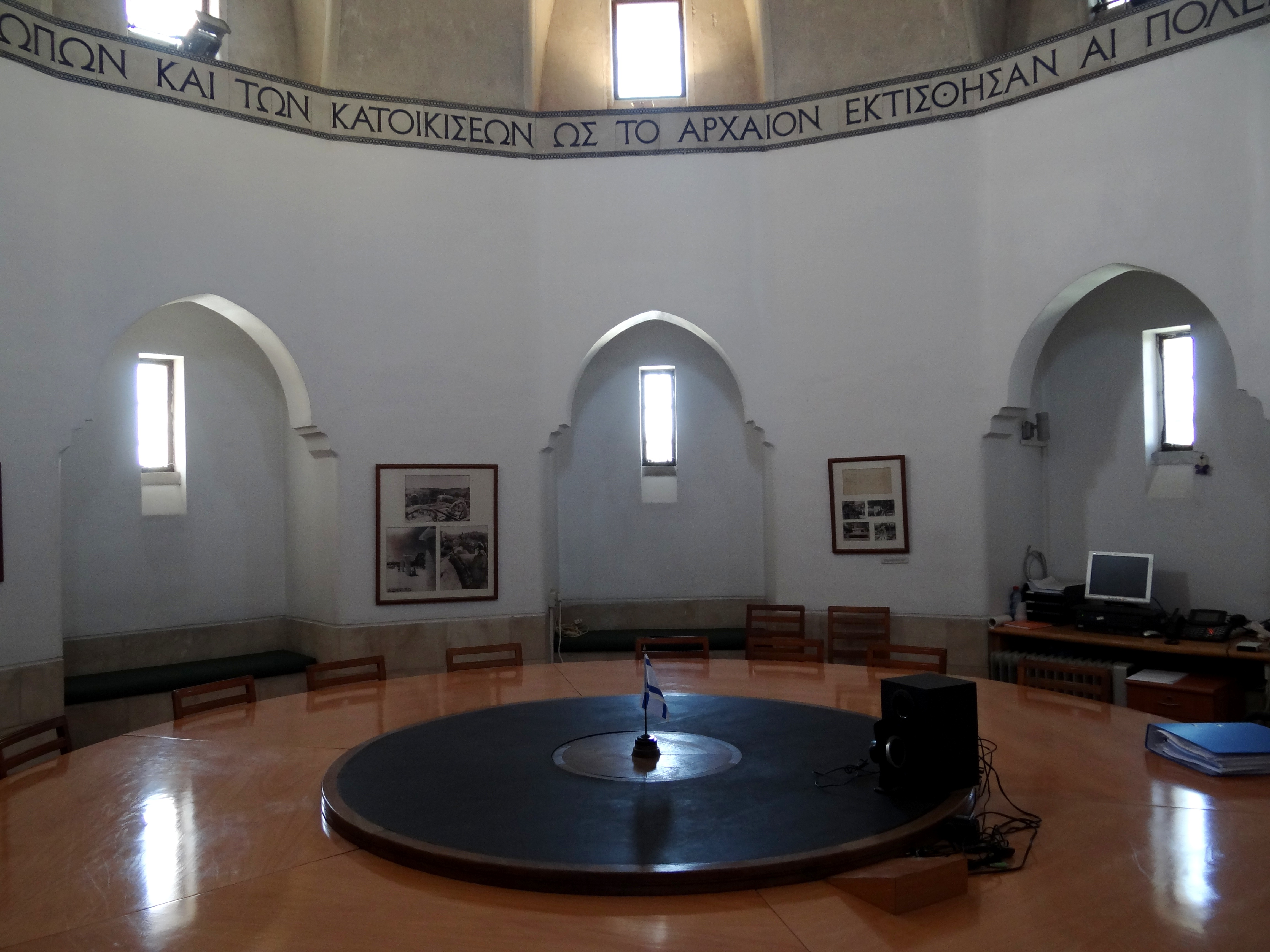
Зала для Конференцій в Музеї

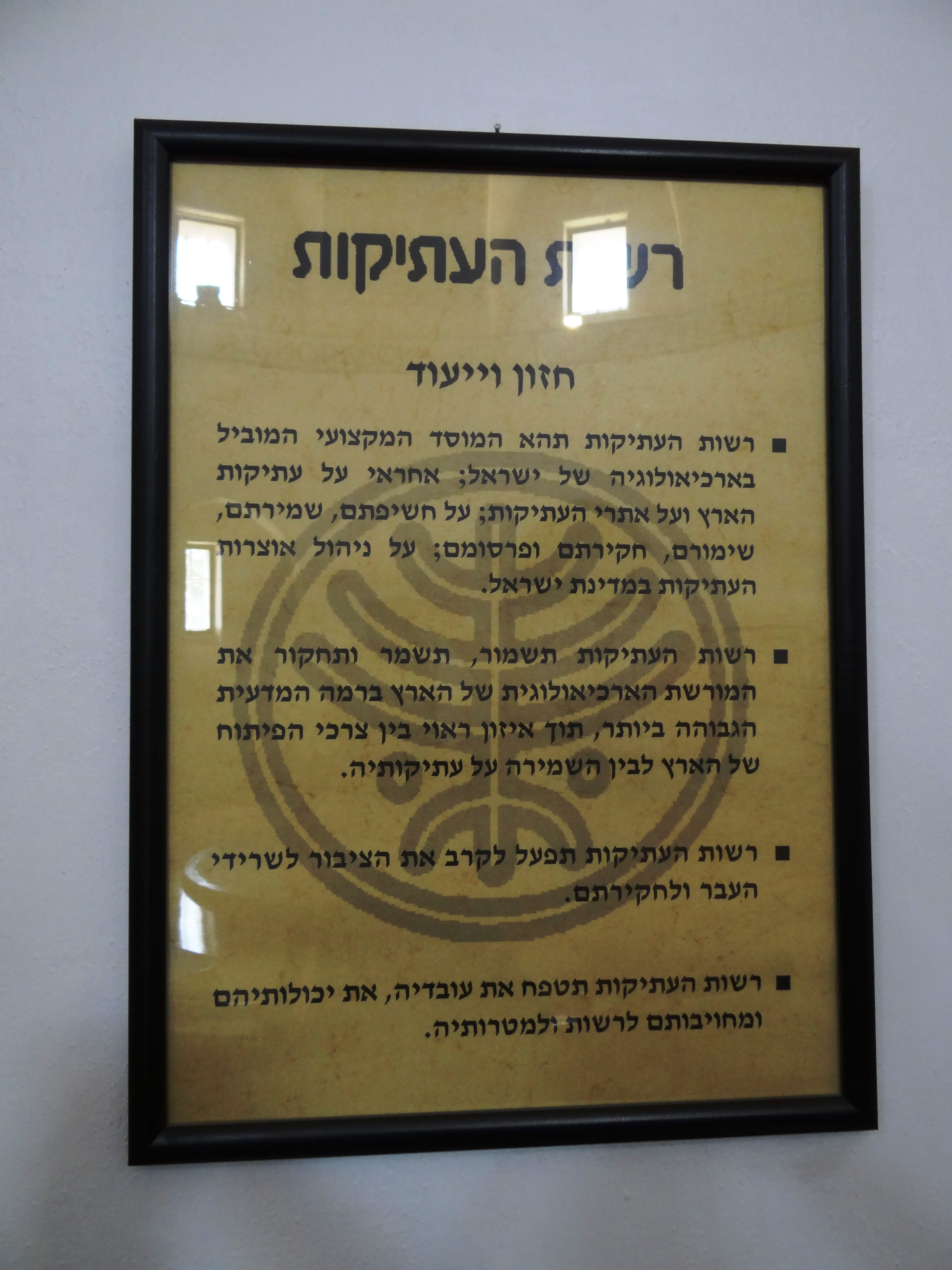
Місія та бачення (חזון וייעוד).
Один з статутів «Музею старожитностей Ізраїлю».

#### Зал для зустрічей
Кімната для засідань восьмикутна поряд з офісом директора є унікальним серед приміщень адміністративного крила.
Зовнішня стінка приміщення кругла, і зовні схожа на сторожову вежу. Ця частина, в основному, призначений для зустрічей «Археологічної консультативної ради». А ніша на кожній з восьми сторін містить  сидіння, та простір для аудитора.
Нижче купола, у верхній частині стіни, що оточує всю окружність кімнати, міститься напис на керамічній плиті, написаній на грецькій, який містить перше відоме використання слова "" «археологія» "  в сучасному розумінні- вивчення давнини.
Це цитата з Платона, яка розповідає про розмову між грецьким філософом п'ятого століття до н.е Сократа з  Гіппіасом, його учнем. Коли Сократ попросив Гіппія розповісти йому про що людям хочеться слухати у своїх промовах, він відповідає:
Вони із задоволенням слухають про життя героїв та простих людей, Сократе, про міста, які були раніше були побудовані, коротше кажучи, всі історії стародавніх речей, і все що мені доводилося самостійно вивчати та практикувати на всі ці теми.— Платон, 
Хіпіас Мейр, діалог між Сократом і Гіпіаном,

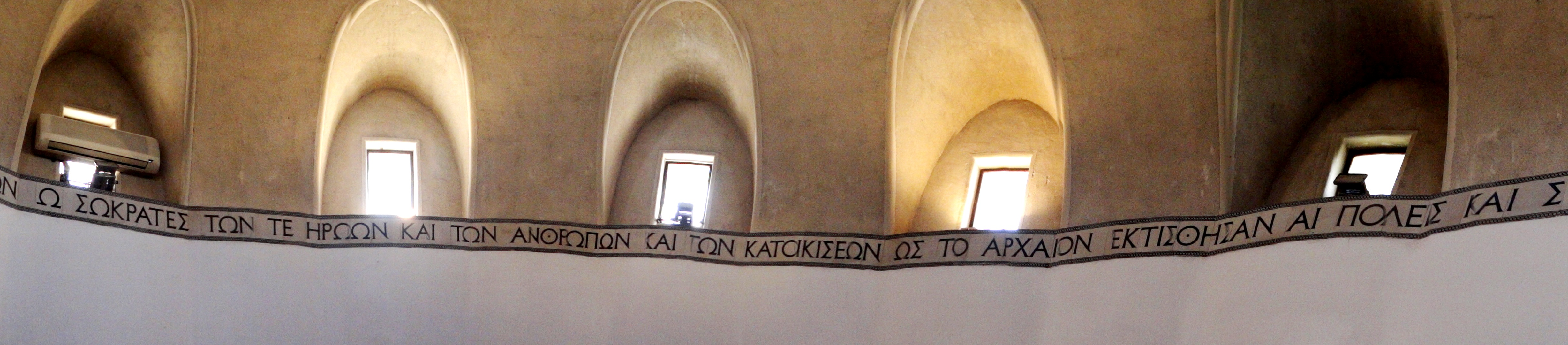
Надпис, кола яке розташоване в приміщенні для проведення засідань музею «Рокфеллер», де написано діалог між Сократом і Гіппіаном. Епіграма була знайдена архітектором музею під час його будівництва.

#### Центральний двір

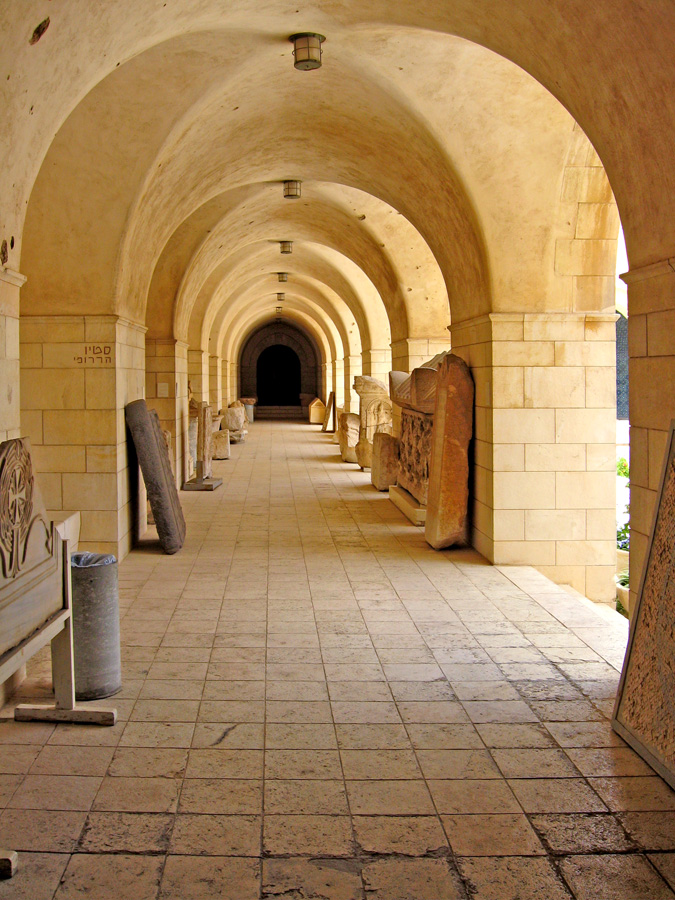
Коридор під аркадою, що межує з центральним двориком.

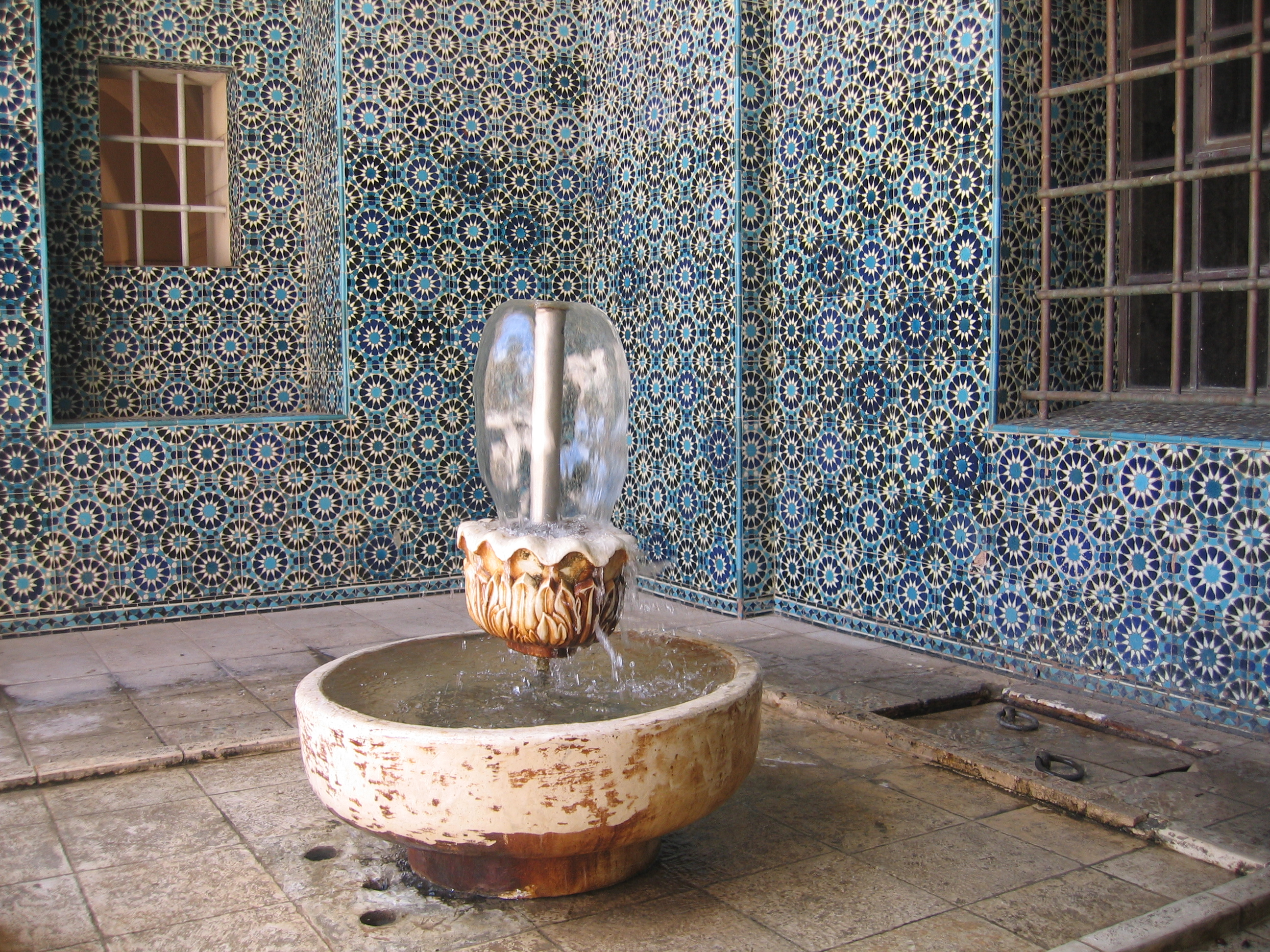
Маленький фонтан на одному кінці басейну та декоративна вірменська плитка

Серед найбільш захоплюючих розділів  комплексу є центральний вхід з його  Водяним дзеркалом, де спочатку плавали Водяні лілії в басейні поруч із барвистими рибами.
Внутрішній дворик складається з трьох рівнів, з пулу декоративного басейну на нижній приймальній воді з великої цестерною з обох кінців. На одному кінців басейну зведена невелика кімнату з високою стелею.
Маленький восьмикутний фонтан, вода якого колись наповнювала водоймище, що протікала через вузький канал, до центрального басейну, знаходиться в центрі подвір'я. Джерело було ліквідовано під час окупації  Урядом Йорданії.
Двір оточений трьома портиками, відокремленими від басейну аркою, покриті ребрами . Великі експозиційні вироби виставляються під арками, між колонами аркади. Десять барельєфів, вигравірувані Еріком Гіллем, зображкють лінії верхньої стіни галереї з обох боків басейну, що представляють Ханаан, Єгипет, Юдею, Фінікію, Ассирію — Вавилон — Персію, Грецію, Рим, Візантію,  Ісламські держави та хрестові походи.

Вигляд центрального внутрішнього дворику був зроблений як в  ПалаціАльгамбра в Гранаді, побудований в XIV столітті, що вважається одним з чудес мавританської архітектури ] з середньовічної Іспанії.

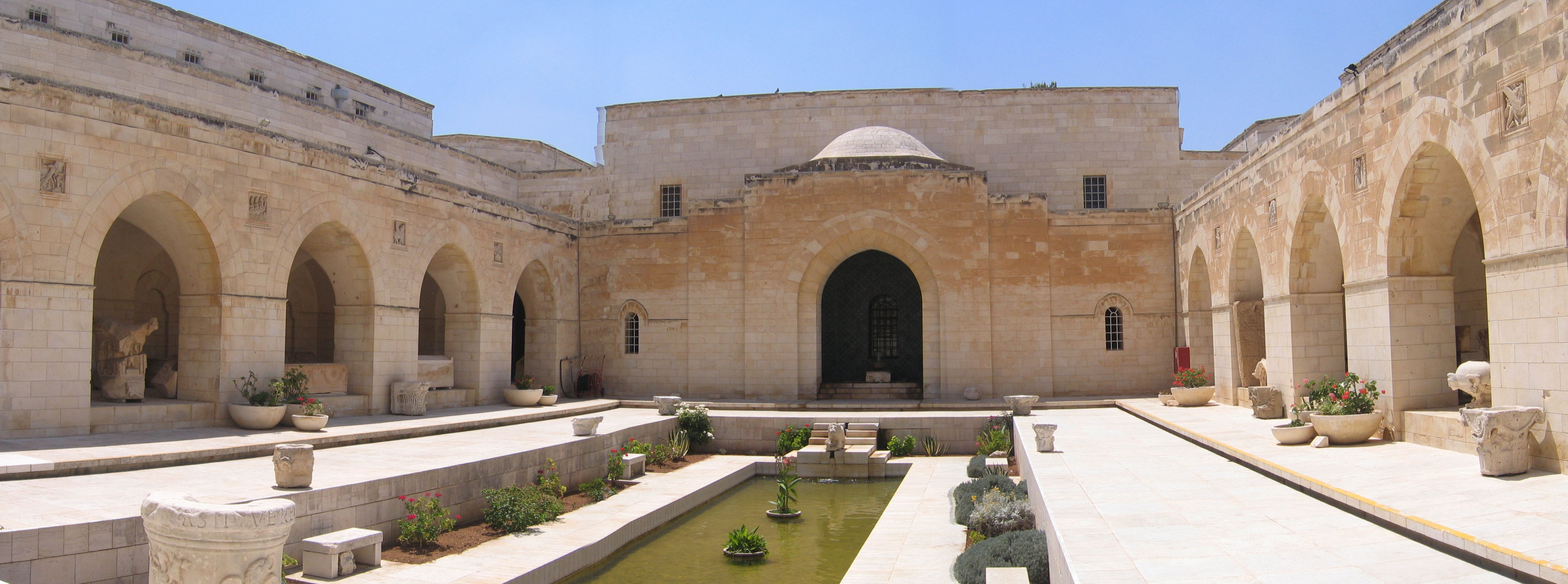
Центральний двір музею.

### Виставочні зали
Головні  галереї розміщені паралельно центральному дворику. Вони широкі, високі та прямокутні; з довгими вікнами на вершинах, що забезпечує дене світло під час годин для відвідувань. Стелі встановлені з Медальйонами, як і стелі в Стародавньому Римі.
У галереях, які проходять по обидві сторони центрального двору, перший директор музею, Дж. Х. Ілфіф розмістив фрагменти в хронологічному порядку і так є і досі.

Інші кімнати — це восьмиугольна зала на півді, який містить скульптури та написи Бейт-Шеану; і на захід — виставковий зал скульптури з штукатурки палацу Хішама в Єрихоні.